# 舒氏胸棘鯛
舒氏胸棘鯛輻鰭魚綱金眼鯛目燧鯛亞目燧鯛科的其中一種，分布於印尼及西澳大利亞海域，棲息深度800-875公尺，體長可達20.3公分，棲息在大陸坡。

## 擴展閱讀
維基物種上的相關：舒氏胸棘鯛